# Rhaeti
A rhaeti a késő triász földtörténeti kor három korszaka közül az utolsó volt, amely ~208,5 millió évvel ezelőtt (mya) kezdődött a nori korszak után, és 201,3 ± 0,2 mya ért véget, a jura időszak kora jura korának hettangi korszaka előtt.
Nevét a Rhaeti-Alpokról kapta. Az elnevezést először Eduard Suess osztrák geológus és Albert Oppel német paleontológus használta 1856-ban.

## Meghatározása
A Nemzetközi Rétegtani Bizottság meghatározása szerint a korszak kezdetét a Cochloceras amoenum vagy a Sagenites reticulatus, végét pedig a Psiloceras ammoniteszek megjelenése jelzi.
A rhaeti korszak, és egyben a triász időszak végét a földi élővilág történetének egyik legnagyobb kihalási hulláma, a triász–jura kihalási esemény fémjelzi. Kihalt a tengeri családok mintegy 20%-a, az Archosauria hüllők közül a nem dinoszauruszok, valamint a Therapsida emlősszerű hüllők jó része.

## Ősföldrajz
Ebben a korszakban kezdte meg darabokra szakadozását a Pangea őskontinens. Az Atlanti-óceán ekkor még nem nyílt szét.